# Quitim
Quitim, en la genealogía de Génesis 10 en la Biblia hebrea, es el hijo de Javán, el nieto de Jafet, y bisnieto de Noé.
La ciudad de Lárnaca, (en griego: Λάρνακα, en turco: Larnaka) en la costa oeste de Chipre, era conocida en la antigüedad como Kition, o Citio (en latín: Citium). Sobre esta base, Flavio Josefo (c. 100 dC) identificó los Kittim con Chipre, sin embargo, el nombre parece haber sido empleado con cierta flexibilidad en la literatura hebrea, y se usa para aplicar a los romanos, o los macedonios. Algunos autores han especulado que se trata de una palabra acadia que significa "invasores". Otros (siguiendo a Max Müller) han identificado Kittim con la tierra de Hatti (Khatti), como el Imperio hitita era conocido.
La "Nueva Versión Internacional" de la Biblia hace que la expresión "naves de Quitim" (que aparece en el Libro de Daniel 11) se mencione como "los barcos de las costas occidentales. Haciendo referencia a las naves Romanas ya que intervienieron en las guerras helenicas por lo que se le considera también a Quitim como padre de las tribus italicas."